# 俺たちサボテン・アミーゴ
『俺たちサボテン・アミーゴ』（原題: Casa de mi Padre）は、2012年制作のアメリカ合衆国のウエスタン・コメディ映画。

## あらすじ
故郷のメキシコの家へと帰宅するアルマンドは、道中仲間のエステバン、マヌエルと共に麻薬の密売人オンザの殺人現場を目撃する。凄惨な現場を目撃したものの、弟のラウルが帰ってくるからと気持ちを切り替えその場を去る。アルマンドはアルヴァレス家の豪邸へと到着し、父のミゲルに会う。父と話し合いの途中、ラウルが帰郷し亡き母を除き家族勢揃いとなる。そこでラウルは連れてきていた婚約者のソニアを招き入れる。ラウルはソニアとの結婚の承諾をミゲルに頼み、ミゲルはあっさり承諾する。ソニアを見たアルマンドは彼女の美貌に惹かれていく。次第に二人きりになるチャンスが到来しアルマンドは彼女と乗馬し秘密の池へと到着する。そこで自身の悲惨な過去を打ち明ける。しばらく話した後銃声が聞こえ、聞こえた方に向かい道中で倒れている中年男性に遭遇する。そこで彼を助けようとするソニアだが、もう死ぬからと全く何も対応せずアルマンドは冷たくあしらう。その男性は自身の車のトランクの中身の物を持って行けと要求し、アルマンドはトランクをあけ麻薬を発見する。そこでその男性がヤクの売人であった事とソニアの事を知っていた事が判明する。やがてその男性は死にアルマンドの態度にソニアはキレ、口論になる。そしてソニアからラウルのある秘密をアルマンドは聞かされる。

## キャスト
※括弧内は日本語吹替
- アルマンド・アルヴァレス - ウィル・フェレル（玉野井直樹）
- ソニア・ロペス - ジェネシス・ロドリゲス（丸山雪野）
- ラウル・アルヴァレス - ディエゴ・ルナ（伊丸岡篤）
- ミゲル・エルネスト・アルヴァレス - ペドロ・アルメンダリス・Jr（石住昭彦）
- エステバン - エフレン・ラミレッツ（安達貴英）
- マヌエル - エイドリアン・マルティネス（堂坂晃三）
- マイティ・オンザ - ガエル・ガルシア・ベルナル（松本忍）
- ブランカルド巡査 - マヌエル・ウレゴ
- 麻薬取締官パーカー - ニック・オファーマン（及川ナオキ）
- 麻薬取締官#2 - ジェリー・コリンズ
- イキン・チャン・カヴィ―ル - 白いヤマネコ〈声：不明〉（石住昭彦）

## 製作
2010年8月にNALAフィルムのエミリオ・ディエス・バロッソとダーレーン・カーマノ・ロケットは、ゲイリー・サンチェス・プロダクションズのウィル・フェレル、アダム・マッケイ、ケヴィン・メシック、ジェシカ・エルバウムと協力してスペイン語コメディ映画『Casa de mi Padre』を製作することを発表した。ロケットは製作について、「私たちはスペイン語を教える1か月間、彼（フェレル）が全力で突き進んでいたことにわくわくしていました」と語っている。同年10月にガエル・ガルシア・ベルナル、ディエゴ・ルナ、ジェネシス・ロドリゲス、ペドロ・アルメンダリス・Jr、エクトル・ヒメネス、エイドリアン・マルティネスが出演することが発表された。また、マット・ピエモントが監督を務めること、物語はテレノベラ形式になることも発表された。撮影は24日間かけて行われ、600万ドルの製作費が投じられた。

## 公開
2011年11月にパンテリオン・フィルムとテレビサがアメリカから配給権利を取得し、同時にアメリカ公開が2012年3月16日であることが発表された。アメリカでは368スクリーンで公開されている。また、3月14日にはグローマンズ・チャイニーズ・シアターでプレミア上映が行われた。
公開初週に220万ドルの興行成績を挙げ、観客の割合は男性51%、ヒスパニック68%となっている。5月17日に上映が終了し、アメリカの興行成績は約590万ドル、世界興行成績は約800万ドルとなった。